# Остен-Сакен, Максимилиан Александрович фон дер
Барон Максимилиан Александрович фон дер Остен-Сакен (иногда — Максим нем. Maximilian von der Osten-Sacken; 14 (26) февраля 1833, Санкт-Петербург — 29 декабря 1884 (10 января 1885), Тифлис, Российская империя) — российский государственный деятель, участник Кавказской войны; камергер (1874—1881), тайный советник (1881); ставропольский (1873—1876) и тифлисский губернатор (1876—1877), почётный опекун.

## Биография
Родился в 1833 году в Санкт-Петербурге, где окончил курс гимназии и в 1854 году — Императорский Санкт-Петербургский университет со степенью кандидата. После университета в чине унтер-офицера поступил на военную службу в резервный эскадрон Мариупольского гусарского Его Величества принца Фридриха Гессен-Кассельского полка.
Позднее был корнетом эскадрона Павлоградского лейб-гусарского полка, а затем — бригадным адъютантом.
В 1857 году назначен начальником Главного управления кавказского наместничества, а позднее — помощником Кутаисского генерал-губернатора князя Георгия Романовича Эристова. На Кавказе впервые принял участие в военных действиях с горцами — в составе Бзыбского отряда при прокладке дороги в ущелье Гумиста и перевале Догу, в составе Кодорского отряда на судах и баркасах принимал участие в десанте в районе сегодняшнего Сочи. Был награждён крестом «За службу на Кавказе» и медалью «За покорение Западного Кавказа». Был в отставке с 19 сентября 1857 по 17 июня 1859 года.
С 1859 года, являясь отставным поручиком, служил в Мингрельском владении помощником Лечхумского окружного начальника. Затем был переведён старшим чиновником особых поручений при управляющем Мингрельским владением и произведён в коллежские секретари.
В 1861 году был удостоен придворного звания камер-юнкера.
Осуществил поездку в Константинополь с дипломатическими письмами к российскому послу генерал-адъютанту графу Николаю Павловичу Игнатьеву, за что был представлен к награждению орденом Святого Станислава 2-й степени с императорской короной.
В 1865—1866 годах занимался подготовкой законоположений об освобождении помещичьих крестьян от крепостной зависимости в Кутаисской губернии и Мингрелии.
13 января 1868 года ему был присвоен очередной чин надворного советника с назначением на должность кутаисского вице-губернатора. В Кутаиси состоялось его знакомство и женитьба на дочери генерал-лейтенанта Давида Александровича Чавчавадзе княжне Соломее (Саломэ).
В 1872 году, состоя в должности помощника начальника Кавказского почтового округа, был удостоен придворного звания «в должности церемониймейстера».

### Ставропольский губернатор
21 января 1873 года приказом императора, отданным по Управлению наместника Кавказа, был произведён в действительные статские советники и назначен ставропольским губернатором. В должность вступил 10 марта 1873 года, продолжил дела экс-губернатора Георгия Константиновича Властова по реформированию гражданской власти в Ставрополе и губернии.
В 1874 году был удостоен придворного звания камергера.
В 1875 году при его участии была введена в строй железная дорога от города Ростова-на-Дону до Владикавказа, открыт Донской земельный банк. В ноябре 1875 года на станции Невинномысской генерал-губернатор встречал великого князя Николая Николаевича (старшего), проехавшего одним из первых по новой железнодорожной дороге.
Благодаря усилиям губернатора началось проектирование железной дороги от Ставрополя до Царицына. Им же был поднят вопрос о праздновании как в губернии, но и на всём Кавказе 15-летия пленения имама Шамиля. Тогда же начался сбор средств на издание книг о Кавказской войне.
Особое место в деятельности губернатора занимала благотворительность. Так в 1878 году в Ставрополе было учреждено Общество для содействия распространению образования, которое возглавила жена губернатора — баронесса Соломея Остен-Сакен. При населении в 30 тысяч человек в городе действовало 24 различных учебных заведения, где обучалось более 2,5 тысяч учащихся. Задачей Общества стало расширение начального образования в городе и губернии. В то же время было создано Общество восстановления православного христианства на Кавказе при Кавказском учебном округе.
Развитие медицины выразилось в обязательном оспопрививании всего населения Ставропольской губернии.

### Дальнейшая деятельность
24 мая 1876 года Правительственным указом за № 20081, губернатору был сообщён императорский указ о переводе его на должность Тифлисского губернатора.
В 1877 году был переведён на должность управляющего карантинно-таможенной частью на Кавказе и за Кавказом.
В 1881 году был произведён в тайные советники и в связи с этим утратил придворное звание камергера. Состоял почётным опекуном Опекунского совета учреждений императрицы Марии в Санкт-Петербурге, членом советов Патриотического института и Елизаветинского училища.
Скончался в 1884 году в Тифлисе.

## Семья
- Жена — княжна Соломея (Саломэ) Давидовна Чавчавадзе (1848—1919), дочь генерал-лейтенанта Давида Александровича Чавчавадзе (1817—1884). Дети:
- Наталия (6.12.1868, Кутаиси — ?), замужем за Николаем Капса (из Румынии)
- Анна (14.08.1870, Кутаиси — 22.03. 1931, Ницца), замужем за генерал-майором Петром Левановичем Меликовым (1862—1934).
- Мария (22 мая 1872, Тифлис — 4 ноября 1882, Санкт-Петербург); похоронена на Смоленском лютеранском кладбище[8].
- Ольга (27.2.1874, Ставрополь — ?), замужем за генерал-лейтенантом Константином фон Брюммером (1856—1930, Париж)
- София (5.7.1876, Ставрополь — 13.8.1954, Берлин), фрейлина двора, замужем с 25 апреля 1910 года[9] за судогодским уездным предводителем дворянства, отставным поручиком Андреем Алексеевичем Трегубовым (1869—1935); в браке имели сына Юрия (1913—2000).

## Награды
- Медаль «В память войны 1853—1856»
- Знак отличия за участие в реформах по отмене крепостного права. (1863)
- Крест «За службу на Кавказе» (1864)
- Орден Святого Станислава 2-й степени с императорской короной (1866).
- Медаль «За покорение Западного Кавказа»
- Орден Святого Владимира 3-й степени (1874).
- Орден Святого Станислава 1-й степени (1879).
- Орден Святой Анны 1-й степени (1883).

иностранные
- Орден Льва и Солнца 2-й степени со звездой (1865)